# 바위밭쥐
바위밭쥐 또는 노랑코밭쥐(Microtus chrotorrhinus)는 밭쥐속에 속하는 설치류의 일종이다. 북아메리카 동부에서 발견되는 중간 크기의 들쥐이다.

## 특징
타이가밭쥐와 겉모습이 유사하다. 짧은 귀와 밑면이 연한 색을 띠는 긴 꼬리를 갖고 있다. 털은 회색빛 갈색을 띠며, 하체는 회색이고 코는 누르스름하다. 평균 몸길이는 15cm이고, 꼬리는 5cm, 몸무게는 약 39g이다.

## 분포 및 서식지
캐나다 동부와 미국 북동부의 습윤 바위 경사면에서 발견된다. 땅 표면과 얕은 땅 속에 통로를 만든다. 보통 작은 무리를 이루며 생활한다. 풀과 이끼, 지하 균류와 열매(특히 풀산딸나무)를 먹고, 가끔 애벌레를 먹기도 한다. 포식자는 매와 올빼미, 뱀, 작은 식충류 포유류 등이다.

## 생태
암컷 바위밭쥐는 4~7마리의 새끼를 2~3번 낳는다. 연중 활동적이며 주로 낮에 움직이지만 거의 볼 수 없다. 분포 지역 일부에서는 멸종이 우려되는 종으로 지정되어 있다.